# Уссурийский фазан
Манчжурский фазан, или уссурийский фазан, или дальневосточный фазан (лат. Phasianus colchicus pallasi), — подвид обыкновенного фазана, обитающий на юге Дальнего востока России в Приморье и Приамурье, в северо-восточном Китае и на северо-востоке Корейского полуострова. От других подвидов отличается преимущественно окраской самца: матово-серыми, голубоватыми или зеленоватыми поясницей и верхних кроющих перьев хвоста, на которых отсутствуют медно-красные, жёлтые или рыжие тона. Малые и средние кроющие крыла голубовато-серые или с оливковым оттенком. Хорошо выражен белый ошейник. Довольно обычен. Численность варьируется в зависимости от глубины выпадаемого снега. В снежные зимы численность падает, в малоснежные же увеличивается. Когда снега много (более 25—30 см) фазанам сложно добывать пищу, глаза и ноздри слипаются подтаявшим снегом и птица погибает. На численность также влияет применение удобрений фермерами, болезни птиц, охота и браконьерство.